# يوهانس كريش
يوهانس كريش (بالألمانية: Johannes Krisch) (و. 1966 – م) هو ممثل، وممثل مسرحي، وممثل أفلام من النمسا . ولد في فيينا.

## روابط خارجية
- يوهانس كريش على موقع IMDb (الإنجليزية)
- يوهانس كريش على موقع روتن توميتوز (الإنجليزية)
- يوهانس كريش على موقع مونزينجر (الألمانية)
- يوهانس كريش على موقع ألو سيني (الفرنسية)
- يوهانس كريش على موقع ميوزك برينز (الإنجليزية)
- يوهانس كريش على موقع أول موفي (الإنجليزية)
- يوهانس كريش على موقع قاعدة بيانات الفيلم (الإنجليزية)
- يوهانس كريش على موقع كينوبويسك (الروسية)